# Skylake
Skylake — кодове ім'я для процесора і мікроархітектури компанії Intel, представлених у серпні 2015 року, що є розвитком мікроархітектури Broadwell. Skylake створений на основі технологічного процесу 14 нм.

## Архітектура
- 14 нм процес.
- Підтримка DDR4 SDRAM.[4][5]
- LGA 1151 сокет
- Z170 чипсет
- TPD до 95W
- підтримка 20 PCI Express 3.0
- підтримка PCI Express 4.0 (Skylake-E/EP/EX)
- підтримка Thunderbolt 3,0 (Alpine Ridge)
- 128 КБ L1 кеш
- 512 КБ кеш-пам'яті L2, 16-смуговий асоціативний (6 циклів)
- 12 МБ кеш-пам'яті L3, 24-смуговий асоціативний (12 циклів)
- кеш 128 Мб L4 eDRAM
- підтримка SATA Express
- AVX-512F: Advanced Vector Extensions
- Intel SHA Extensions: SHA-1 and SHA-256 (Secure Hash Algorithms)
- Intel MPX (Memory Protection Extensions)
- Intel ADX (Multi-Precision Add-Carry Instruction Extensions)

## Схема розвитку архітектур Intel
| Intel processor roadmap |